# Uczta u Januszkiewicza

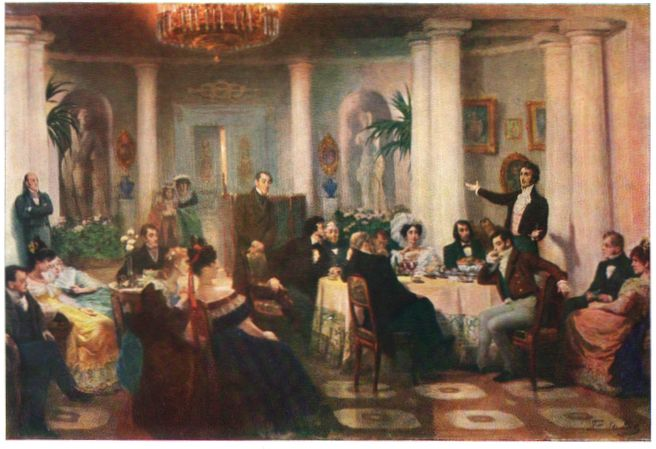
Improwizacja Mickiewicza po francusku w salonie księżnej Zinaidy Wołkońskiej

Uczta u Januszkiewicza, uczta grudniowa – spotkanie u Eustachego Januszkiewicza, które odbyło się 25 grudnia 1840 roku przy paryskiej rue de l’Echode 9 z okazji imienin, a także sukcesu pierwszego wykładu Adama Mickiewicza poświęconego literaturze słowiańskiej w Collège de France. Na spotkaniu miało dojść do pojedynku na improwizację między Adamem Mickiewiczem a Juliuszem Słowackim.

## Przebieg
Na przyjęciu zorganizowanym przez Januszkiewicza było około czterdziestu gości, którymi byli między innymi Ludwik Plater, Franciszek Grzymała, czy Henryk Dembiński.
Do improwizacji został zaproszony Juliusz Słowacki, co miało na celu udowodnienie przez niego swoich zdolności poetyckich. Chciano go tym ośmieszyć, jako iż spodziewano się wierszy pełnych zazdrości. Przemowa Słowackiego zachowała się tylko we fragmentach. Najbardziej do zachowania przekazów wydarzenia przyczyniły się trzy osoby: Eustachy Januszkiewicz, Jan Koźmian i Leonard Niedźwiecki. Jak relacjonował, chociażby Jan Koźmian Słowacki podał piękną przemowę, nawiązującą do Mickiewicza i choć na końcu dostał oklaski, wywołało to smutne wrażenie wśród gości. Adam Mickiewicz natomiast miał wahać się nad tym, czy odpowiedzieć, jednak w ostateczności zabrał on głos. Miał on odeprzeć "zażalenia Juliusza", oraz opisywać "swoje dla Juliusza współczucie".
Tak Adam Mickiewicz w liście do Bohdana Zaleskiego z 26 grudnia 1840 napisał o improwizacji:

Wczora byliśmy na sutej wieczerzy u Eustachego; wyzwany przez Słowackiego improwizacją, odpowiedziałem z natchnieniem, jakiego od czasu pisania
Dziadów nigdym nie czuł

W Nowy Rok miała odbyć się druga uczta przez Januszkiewicza, na której to Juliusz Słowacki miał wręczyć Mickiewiczowi pamiątkowy puchar, pijąc przy tym za jego zdrowie. Puchar miał zostać przygotowany przez Romana Załuskiego i Adama Kołysko. Puchar wykonany był ze srebra, którego wierch miał zdobić lew trzymający tarczę. Miał tam znajdować się fragment wiersza Mickiewicza: „Imię twoje wybiegło za Chrobrego szranki, między teutońskie sędzie i bystrzejsze Franki". Na spotkaniu obecny był między innymi Chopin. Miało tam dojść do kolejnej improwizacji między Mickiewiczem, a Słowackim, która nie zachowała się w tak dobrze, jak pierwsza. Parafrazę improwizacji Słowackiego, można przeczytać w epilogu piątej pieśni Beniowskiego. W odpowiedzi Mickiewicz improwizował przez piętnaście minut, trzymając napełniony puchar w dłoni.